# 光岡優雅

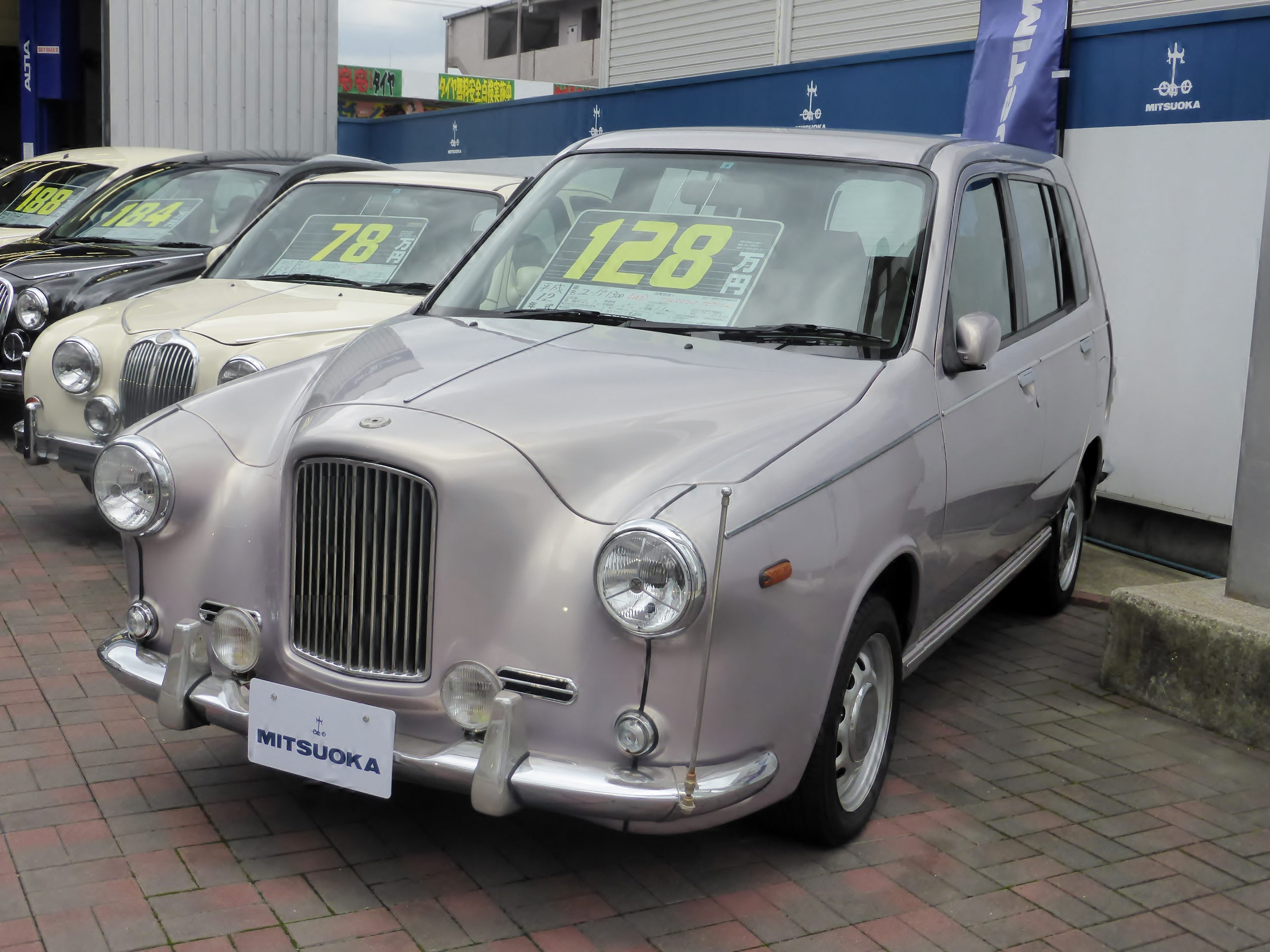

Yuga（ユーガ；優雅）為光岡汽車所推出的仿古典豪華作品車輛。車輛設計以Manganese Bronze TX-I為藍本。

## 車輛歷史

### 車名語源
「優雅」打從心底待人，享受有寬裕空間的樂趣，並讓被接送的人也有優雅的空間。

### 歷代車輛

#### Yuga（2000年—2001年）
2000年3月，原創車輛「Yuga」（ユーガ；優雅）發表。車輛以Nissan Cube Z10型為基礎，車身前的車體鈑件曲線部份設計變更，搭配1400cc引擎，內部裝潢部份加入木紋飾板與皮質座椅。
2001年9月，停止生產

## 車輛諸元

### Yuga
- 引擎（Engine）：CGA3DE/1348cc/Single-4/DOHC
- 最高馬力（Maximmum Power）：63kw(85ps)/6000rpm
- 最大扭力（Maximum Torque）：12.0N.m(12.2kg.m)/4000rpm
- 變速系統（Transmission）：4AT／CVT
- 傳動型式（Drive system）：FF／4WD
- 懸吊系統（Suspension）：？
- 煞車系統（Brakes）：？
- 車長（Overall Length）：4110mm
- 車寬（Overall Width）：1610mm
- 車高（Overall High）：1625mm
- 軸距（Wheel Base）：2360mm
- 車身最低點（Minimum-graound clearance）：？mm
- 車身重量（Vehicle weight）：985kg(4AT/FF)／995kg(4AT/FF)／1195kg(CVT/4WD)／1105kg(CVT/4WD)
- 輪胎尺寸（Tyre）：165/70-R13-79S
- 車輛售價（Price）：￥1,893,000(4AT/FF)／￥2,003,000(4AT/FF)／￥2,126,000(CVT/4WD)／￥2,226,000(CVT/4WD)

## 相關車輛

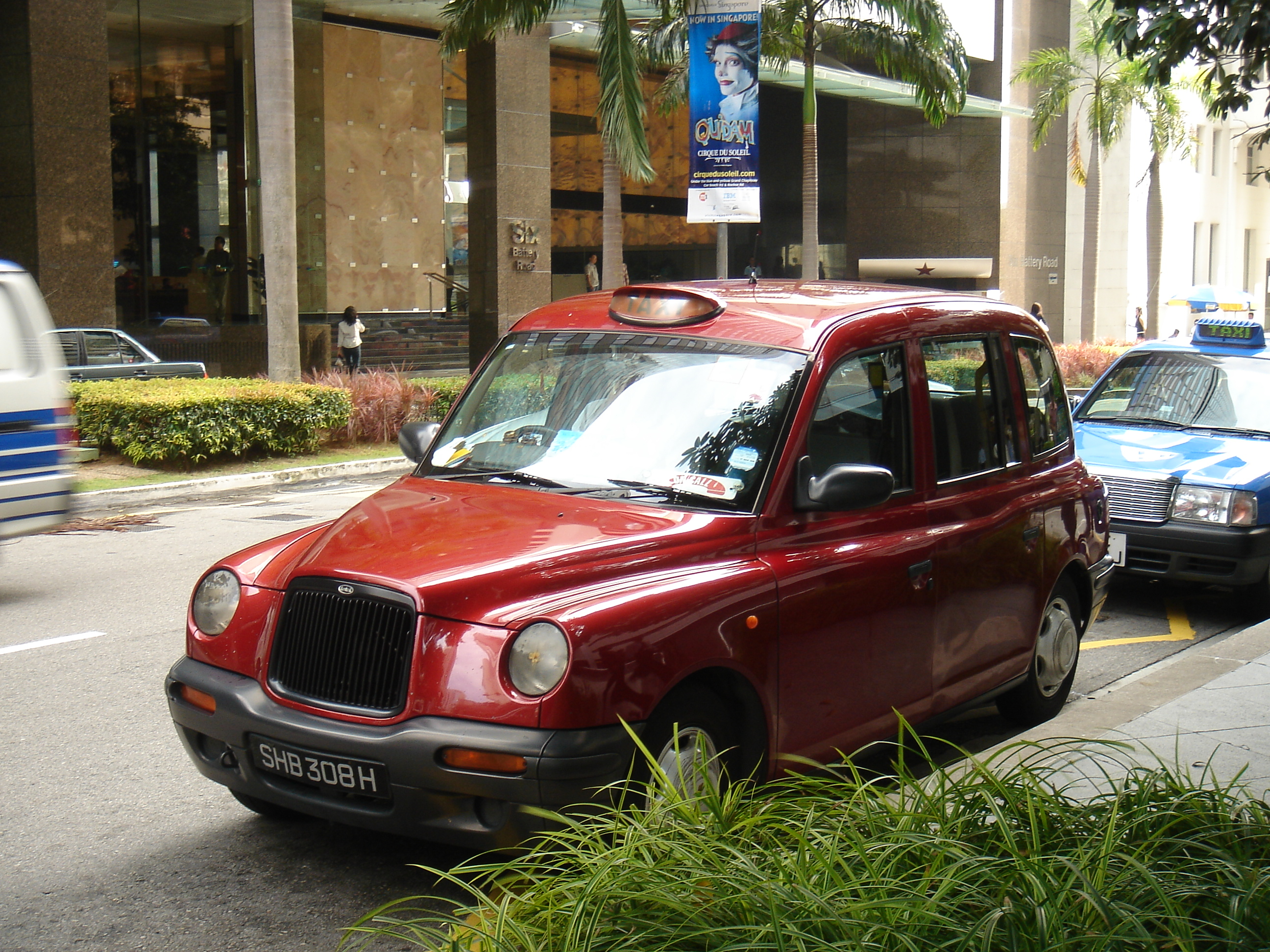
Manganese Bronze TX-I

### 原創車廠
1997年，Manganese Bronze車廠所推出的TX-I車輛，為原創經典。
- Manganese Bronze TX-I（1997年—2002年）

## 外部連結
- Yuga